# Satoshi Yoshida
Satoshi Yoshida (japanisch 吉田 智志 Yoshida Satoshi; * 10. Februar 1990 in der Präfektur Kumamoto) ist ein japanischer Fußballspieler.

## Karriere
Yoshida erlernte das Fußballspielen in der Schulmannschaft der Luther Gakuin High School. Seinen ersten Vertrag unterschrieb er 2008 bei Roasso Kumamoto. Der Verein spielte in der zweithöchsten Liga des Landes, der J2 League. Für den Verein absolvierte er 24 Ligaspiele. Ende 2009 beendete er seine Karriere als Fußballspieler.